# غراهام ماثر
غراهام ماثر (بالإنجليزية: Graham Mather)‏ (و. 1954 – م) هو سياسي، من المملكة المتحدة، ولد في برستون.

## مناصب
تولى منصب عضو البرلمان الأوروبي.

## التعليم
تعلم في كلية نيو كوليج.